# Waldhaus (Naturschutzgebiet)
Koordinaten: 51° 59′ 25″ N, 10° 43′ 9″ O

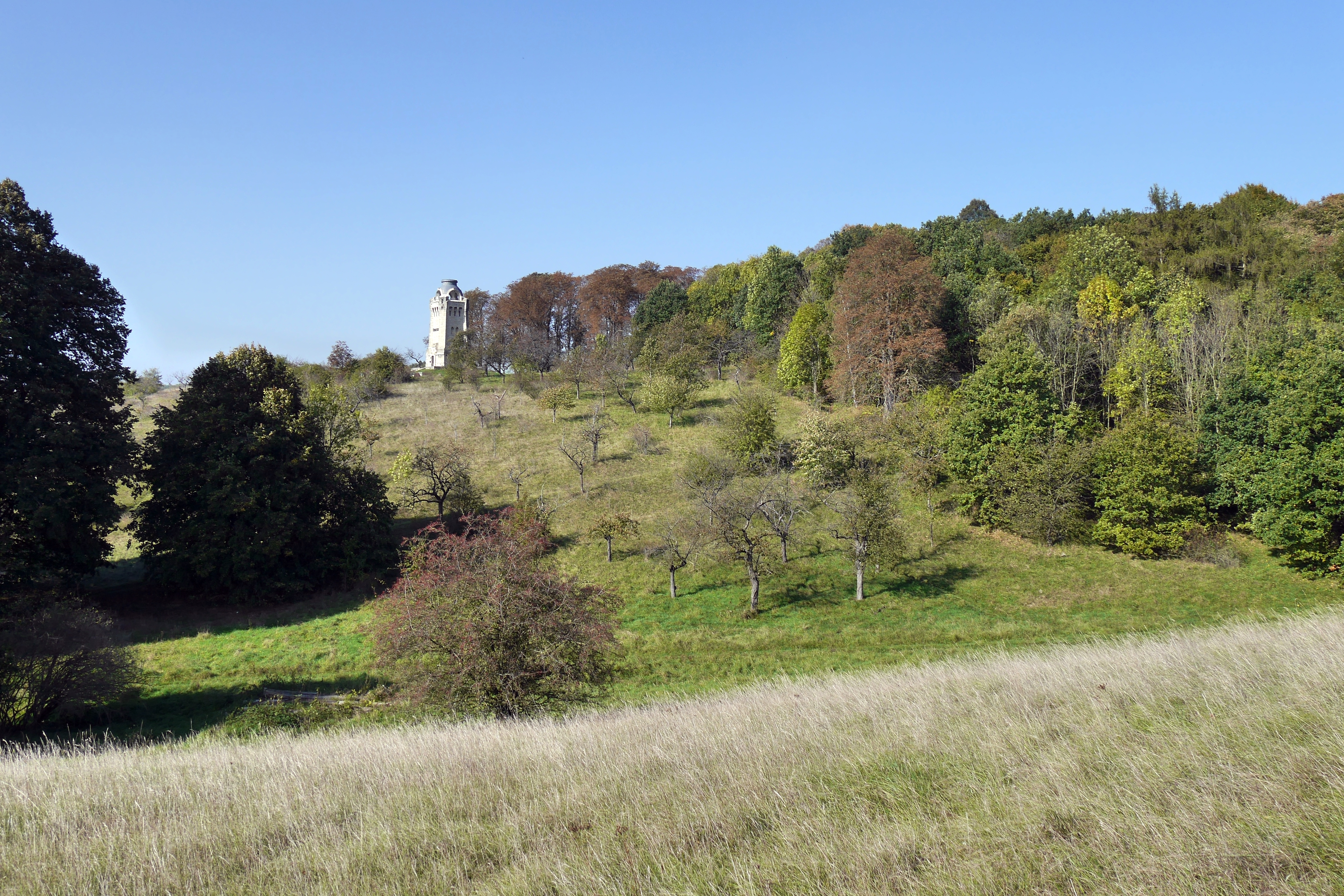
Naturschutzgebiet Waldhaus / Fallstein bei Osterwieck

Das Waldhaus ist ein Naturschutzgebiet in der Stadt Osterwieck im Landkreis Harz in Sachsen-Anhalt.
Das Naturschutzgebiet mit dem Kennzeichen NSG 0030 ist 52,08 Hektar groß. Es ist Bestandteil des FFH-Gebietes „Fallsteingebiet nördlich Osterwieck“ und vollständig vom Landschaftsschutzgebiet „Waldgebiet des Fallstein“ umgeben. Das Gebiet steht seit dem 1. Mai 1961 unter Schutz. Zuständige untere Naturschutzbehörde ist der Landkreis Harz.
Das Naturschutzgebiet liegt nördlich von Osterwieck am Südrand des Großen Fallsteins. Es stellt einen Teil des Waldgebietes auf dem Großen Fallstein unter Schutz. Die naturnahen Waldgesellschaften stocken auf Ton-, Schluff- und Mergelstein des Mittleren Keupers.
Das Naturschutzgebiet ist durch zwei Erosionstäler gegliedert. Im nördlichen der beiden Täler entspringt eine Schichtquelle. Hier ist die Talsohle durchfeuchtet. Dieser Bereich wird von artenreichem Ahorn-Eschen-Gründchenwald geprägt. Die Baumschicht wird von Gemeiner Esche, Stiel- und Traubeneiche, Bergahorn, Hainbuche und Rotbuche gebildet. In der Krautschicht wachsen u. a. Hohe Schlüsselblume, Hohler Lerchensporn, Geflecktes Lungenkraut, Bärlauch, Gelber Eisenhut, Sumpfstorchschnabel, Geflecktes Knabenkraut, Märzenbecher und Gefleckter Aronstab.
Auf sonnenexponierten Hängen stocken Eichen-Hainbuchen-Wälder. Hier wachsen neben Traubeneichen und Hainbuchen auch Spitz- und Feldahorn sowie Elsbeere. In der Krautschicht kommen u. a. Türkenbundlilie und Vielblütige Weißwurz vor.
Waldgersten-Buchenwald stockt auf den vorwiegend flachgründigen Plateauflächen. Die Waldflächen werden von der Rotbuche dominiert. Weiterhin stocken hier Traubeneiche, Hainbuche, Winterlinde, Bergahorn und Gemeine Esche. In der Strauchschicht ist u. a. Gewöhnlicher Seidelbast zu finden. Die Krautschicht wird überwiegend von Gräsern, darunter vor allem Waldgerste, und Leberblümchen gebildet.
Das Waldgebiet ist u. a. Lebensraum für verschiedene Vogelarten. So brüten hier Rotmilan, Mäusebussard und Waldohreule. Amphibien und Reptilien sind z. B. durch Erdkröte, Gras- und Teichfrosch, die in den feuchten Lagen des Gründchenwaldes vorkommen, sowie Blindschleiche und Zauneidechse, welche in den Hanglagen ihren Lebensraum finden, vertreten.
Am Rande des Naturschutzgebietes steht ein rund 19 Meter hoher Bismarckturm, der über eine Aussichtsplattform verfügt.